# 约翰·赖特
约翰·亨利·赖特（英語：John Henry Writer，1944年9月17日—），生于伊利诺伊州芝加哥，美国射击运动员。

## 生平
赖特是1964年至1966年西弗吉尼亚州大学生射击比赛冠军。1968年墨西哥城奥运会获得银牌。1970年菲尼克斯世界射击锦标赛中，赖特获得50米标准步枪冠军；300米步枪立射、50米步枪立射、50米步枪跪射季军。1972年慕尼黑奥运会中以1166环打破当时的世界纪录并获得金牌，此外，赖特还在泛美运动会的小口径步枪比赛中获得过3面金牌。

## 奥运会成绩
赖特曾参与两届奥运会的射击比赛。
| 50米步枪三姿 | 亚军 · 1156环 | 冠军 · 1166环 · 前世界纪录 |